# Иван Веселинов
Иван Веселинов Василев е български художник карикатурист, актьор, сценарист и режисьор.

## Биография
Роден е в село Крушуна на 22 март 1932. През 1956 г. завършва ветеринарна медицина, а през 1968 г. и ВИИИ „Н. Павлович“ с профил приложна графика при проф. Александър Поплилов. Преподавател в Нов български университет от 1997 г. Член на Съюза на българските художници и Съюза на българските филмови дейци.
На 24 март 2003 г. е удостоен със званието „Почетен професор на Нов български университет“ за заслуги към НБУ и българското анимационно кино.
Автор е на многобройни анимационни филми, както и на корици на книги към издателство „Ведрина“ – „Митове“ на Йожеф Роман, „Капанът“ на Евелин Марш, „Отвъд тази бариера...“ на Ромен Гари, „Остри оръжия“ на Уилям Голдман.

## Награди
Международни награди на авторски филми като режисьор и художник
- 1971 – „Златна палма“ от Филмовия фестивал в Кан за най-добър късометражен филм за „Малка дневна музика“
- 1970 – „Сребърен дракон“ на Филмовия фестивал в Краков, 1971 г. за „Наследници“

Национални филмови награди
- 1991 – Награда за филма „Прогнози“ на VI Международен фестивал на комедийния филм в Габрово
- 1987 – Златен ритон на фестивала на късометражния филм в Пловдив за филма „История с вълк“
- 1983 – II Награда на седмицата на детската книга и изкуството за деца от Комитет за култура и Министерство на образованието
- 1982 – Награда на БТ за филма „Капричио“ на Х Национален преглед на анимационния филм в Толбухин
- 1980 – Награда на ОК на ОФ за филма „Вундеркинд“
- 1980 – Награда на ОС на БПС за филма „Ръчичка-ръкавичка“ на IX Национален преглед на анимационния филм в Толбухин
- 1975 – Награда на СБХ за филма „Вундеркинд“
- 1975 – Наградата на СБХ „за високи пластични постижения“ за филма „Звездата“ на VI Преглед на анимационния филм в Толбухин

Награди като художник
- 1996 – Първа награда на Национална изложба на карикатурата
- 1989 – Трета награда на IX Международно биенале Габрово'89
- 1988 – Награда на името на Илия Бешков на СБХ за сатирична графика и карикатура
- 1986 – Първа награда за карикатура на национална изложба „Спорт, Олимпизм, Изкуство“
- 1983 – Награда на кмета на гр. Алжир за карикатура

Държавни награди и отличия
- 1997 – Почетна грамота за принос в развитието и популяризирането на българската култура от Министерство на културата, връчена му от министър Емил Табаков
- 1972 – Ордени „Кирил и Методий“ II ст. и I ст.
- 1982 – Орден „Червено знаме на труда“

## Филмография
Като режисьор
- Черна хроника (2017)[2]
- Джунгла под прозореца (2013)[3]
- Ало, такси (2008)[3]
- Прогнози (1990)
- Гъсокът (1989)
- История с вълк (1986)
- Камуфлаж (1986)
- Опит за цъфтене (1986)
- Куче марка (1985)
- Успоредни прави (1984)
- Фокус (1984)
- Вариации по Лафонтен (1983)
- Птицелов (1983)
- До-ре-ми-фа (1982)
- Вундеркинд (1981)
- Капричио (1980)
- Пътник (1979)
- Ла-ла-ла (1978)
- Патенцето и елхичката (1978)
- Ръчичка – ръкавичка (1977)
- Ръкоделие (1975)
- Страх (1973)
- Малка дневна музика (1971)
- Наследници (1970)
- Въжеиграчът (1969)
- Дяволът в черквата(рус.)бълг. (1969)
- Ромул и Рем (1968)
- Чиракът – магьосник (1967)

Като сценарист
- История с вълк (1986)
- Вундеркинд (1981)
- Страх (1973)
- Това е животът – се ла ви (1973)
- Малка дневна музика (1971)
- Веселяци (1969)
- Къщи-крепости (1967)

Като актьор
- Нощна тарифа (1987)
- Борис I (1985), 2 серии
- Умирай само в краен случай (1978), 2 серии
- Това спокойно всекидневие (1971-1972), 3 серии

За него
- Човекът с лулата (2020), режисьор Андрей Кулев, документален филм за Иван Веселинов [4]